# Microctenopoma milleri
Microctenopoma milleri is een straalvinnige vissensoort uit de familie van de klimbaarzen (Anabantidae). De wetenschappelijke naam van de soort is voor het eerst geldig gepubliceerd in 1991 door Norris & Douglas.